# Aleksandar Kahvić
Aleksandar Kahvić (Doboj, 2 gennaio 2004) è un calciatore bosniaco, attaccante dell'Ulma.

## Carriera

### Club
Kahvić ha iniziato a giocare a calcio in Bosnia nelle giovanili del Sporting AF Teslić per poi trasferirsi in Serbia prima all'Internacional Belgrado e nel 2020 alla Stella Rossa, che lo ha subito girato alla squadra filiale del Grafičar Belgrado. Nell'ottobre del 2021 è stato nominato dal quotidiano inglese The Guardian uno dei sessanta migliori giovani giocatori nati nel 2004 in tutto il mondo.
Nel 2022 è passato in prestito al Maccabi Haifa dove ha giocato solo nella formazione Under-19. Rientrato in Serbia è passato in prestito all'OFK Belgrado ed il 5 agosto 2023 ha debuttato nel calcio professionistico in occasione dell'incontro di Prva Liga Srbija vinto 2-0 contro lo Sloboda Užice, match nel quale ha trovato la sua prima rete. Nel gennaio seguente, dopo aver realizzato 9 gol in 10 partite, è passato in prestito al Železničar Pančevo in Superliga.
Nell'estate del 2024 ha fatto ritorno a titolo definitivo all'OFK Belgrado, ma il 30 agosto, dopo aver realizzato 5 gol nelle prime 6 uscite stagionali, è stato acquistato a titolo definitivo dall'Ulma.

### Nazionale
Ha giocato nelle nazionali giovanili bosniache Under-17, Under-18, Under-19 ed Under-21.

## Statistiche

### Presenze e reti nei club
Statistiche aggiornate al 27 ottobre 2024
| Stagione        | Squadra            | Campionato      | Campionato | Campionato | Coppe nazionali | Coppe nazionali | Coppe nazionali | Coppe continentali | Coppe continentali | Coppe continentali | Altre coppe | Altre coppe | Altre coppe | Totale | Totale | Totale |
| Stagione        | Squadra            | Comp            | Pres       | Reti       | Comp            | Pres            | Reti            | Comp               | Pres               | Reti               | Comp        | Pres        | Reti        | Pres   | Reti   |        |
| --------------- | ------------------ | --------------- | ---------- | ---------- | --------------- | --------------- | --------------- | ------------------ | ------------------ | ------------------ | ----------- | ----------- | ----------- | ------ | ------ | ------ |
| 2023-gen. 2024  | OFK Belgrado       | 1L              | 10         | 9          | CS              | 0               | 0               | -                  | -                  | -                  | -           | -           | -           | 10     | 9      |        |
| gen.-giu. 2024  | Železničar Pančevo | SL              | 17+2       | 4+1        | CS              | 0               | 0               | -                  | -                  | -                  | -           | -           | -           | 19     | 5      |        |
| lug.-ago. 2024  | OFK Belgrado       | SL              | 6          | 5          | CS              | 0               | 0               | -                  | -                  | -                  | -           | -           | -           | 6      | 5      |        |
| 2024-2025       | Ulma               | 2L              | 0          | 0          | CG              | 0               | 0               | -                  | -                  | -                  | -           | -           | -           | 0      | 0      |        |
| Totale carriera | Totale carriera    | Totale carriera | 35         | 19         |                 | 0               | 0               |                    | -                  | -                  |             | -           | -           | 35     | 19     |        |